# Lomographa juta
Lomographa juta là một loài bướm đêm trong họ Geometridae.